# Brokopondo-overeenkomst
De Brokopondo-overeenkomst werd in 1958 gesloten tussen de overheid van Suriname en het nationale elektriciteitsbedrijf EBS (Energiebedrijven Suriname NV) aan de ene kant en de mijnbouwmultinational Alcoa aan de andere kant.
De overeenkomst beoogde de ontwikkeling van de bauxietindustrie in het land. De staat zou het bedrijf voorzien van maximaal 80 GWh elektrische energie per jaar met een maximumcapaciteit van 16MW door middel van de Afobakadam en het erachter gelegen Brokopondostuwmeer.
Op 31 juli 2018 werd overeengekomen om de afspraken van 1958 vroegtijdig te beëindigen, in plaats van het afgesproken tijdstip van 2023. De eigendom van de dam is aan het eind van 2019 aan de Surinaamse overheid overgedragen.
Het verdwijnen van de aluminiumproductie uit Suriname en de beëindiging van de overeenkomst stelt het land voor zeer grote economische problemen.
De redenen waarom ALCOA en zijn dochtermaatschappij de verwerking van bauxiet tot staven aluminium in Suriname gestaakt hebben en de overeenkomst vroegtijdig beëindigd zijn:
1. de hoogwaardige bauxietvoorraden van Oost-Suriname zijn uitgeput
2. er zijn grote voorraden bauxiet in West-Suriname, maar vervoer over de 400 km afstand is een probleem en de bauxiet is van lagere kwaliteit, wat problemen in de verwerking geeft
3. landen als China hebben de markt overstroomd met goedkope, met subsidie geproduceerde, aluminium waartegen moeilijk te concurreren valt.